# Orden al Mérito Docente y Cultural Gabriela Mistral
La Orden al Mérito Docente y Cultural Gabriela Mistral es una alta distinción instituida en 1977 por el gobierno de Chile, que la otorga a personalidades nacionales y extranjeras que se hayan destacado por su «contribución en beneficio de la educación, la cultura y el enaltecimiento de la función docente». Su Gran Canciller es el Ministro de Educación de Chile.

## Grados de la Orden
La Orden consta de los siguientes grados:
- Grado de Gran Oficial: Es el reconocimiento más alto que se otorga a personalidades nacionales y extranjeras de gran jerarquía intelectual, que hayan prestado servicios eminentes a la educación o la cultura y cuya labor docente o artística sea de indiscutible reconocimiento público.

- Grado de Comendador: Se otorga a personalidades nacionales y extranjeras que se hayan distinguido por su aporte a la labor educacional, cultural o en el enaltecimiento a la función docente.

- Grado de Caballero o Lazo de Dama: Se otorga a: a) A profesores, intelectuales y artistas extranjeros, como reconocimiento a su labor educacional o cultural, en beneficio del país; b) A los chilenos que se han destacado o han prestado servicios distinguidos a la Educación o a la Cultura; y c) A profesores de excelencia y/o de amplia trayectoria pedagógica, como reconocimiento a su labor docente.

| Caballero | Comendador | Gran Oficial |